# Rancho Viejo (Guanajuato)
Rancho Viejo es una localidad del estado mexicano de Guanajuato. Es parte del municipio de San Miguel de Allende.

## Demografía
| Gráfica de evolución demográfica |
|                                  |

| Censo | Población |
| ----- | --------- |
| 1900  | 622       |
| 1910  | 612       |
| 1921  | 485       |
| 1930  | 385       |
| 1940  | 435       |
| 1950  | 612       |
| 1960  | 399       |
| 1970  | 727       |
| 1980  | 990       |
| 1990  | 1 594     |
| 2000  | 1 557     |
| 2010  | 2 001     |
| 2020  | 2 076     |